# Vähäjärvi (Pajala socken, Norrbotten, 746926-182047)
Vähäjärvi är en sjö i Pajala kommun i Norrbotten och ingår i Torneälvens huvudavrinningsområde. Sjön har en area på 0,0553 kvadratkilometer och ligger 208,7 meter över havet.

## Delavrinningsområde
Vähäjärvi ingår i det delavrinningsområde (747079-181858) som SMHI kallar för Utloppet av Liviöjärvi. Medelhöjden är 212 meter över havet och ytan är 15,83 kvadratkilometer. Det finns ett avrinningsområde uppströms, och räknas det in blir den ackumulerade arean 53,97 kvadratkilometer. Liviöjoki som avvattnar avrinningsområdet har biflödesordning 2, vilket innebär att vattnet flödar genom totalt 2 vattendrag innan det når havet efter 230 kilometer. Avrinningsområdet består mestadels av skog (23 procent) och sankmarker (52 procent). Avrinningsområdet har 2,27 kvadratkilometer vattenytor vilket ger det en sjöprocent på 14,3 procent.